# Millan Olsson
Anna Emilia Millan Olsson, född 4 juni 1896 i Stockholm, död där 24 mars 1954, var en svensk skådespelare.
Hon är begravd på Skogskyrkogården i Stockholm.

## Filmografi (urval)
- 1932 – Landskamp
- 1933 – Den farliga leken
- 1933 – Giftasvuxna döttrar
- 1934 – Sången om den eldröda blomman
- 1938 – Du gamla du fria
- 1938 – Vingar kring fyren
- 1941 – Lasse-Maja
- 1942 – I gult och blått
- 1942 – En äventyrare
- 1942 – Gula kliniken
- 1943 – Anna Lans
- 1943 – Jag dräpte
- 1943 – Livet på landet
- 1943 – Kungsgatan
- 1944 – Prins Gustaf
- 1944 – En dotter född
- 1944 – På farliga vägar
- 1944 – Kärlekslivets offer
- 1945 – Rattens musketörer
- 1946 – Stiliga Augusta
- 1947 – Lata Lena och blåögda Per
- 1947 – Kronblom
- 1949 – Janne Vängman på nya äventyr
- 1949 – Kronblom kommer till stan
- 1950 – Pimpernel Svensson
- 1950 – Två trappor över gården
- 1952 – Säg det med blommor

## Teater

### Roller (ej komplett)
| År   | Roll       | Produktion                                                                    | Regi          | Teater             |
| ---- | ---------- | ----------------------------------------------------------------------------- | ------------- | ------------------ |
| 1928 | Victorie   | Duvals skilsmässa (Les Surprises du divorce) Alexandre Bisson och Antony Mars | Hugo Bolander | Lilla Folkteatern  |
| 1932 | Anna, gäst | Jag gifta mig – aldrig Ernst Fastbom                                          | Ernst Fastbom | Folkets hus teater |